# Retirada del maíz StarLink
La retirada del maíz StarLink se produjo en otoño de 2000, cuando se descubrió que más de 300 productos alimenticios contenían un maíz modificado genéticamente que no había sido aprobado para el consumo humano. Fue la primera retirada de un alimento modificado genéticamente. La coalición de activistas antitransgénicos Genetically Engineered Food Alert, que detectó y denunció por primera vez la contaminación, criticó a la FDA por no hacer su trabajo. La retirada de los tacos de la marca Taco Bell, fabricados por Kraft Foods y vendidos en supermercados, fue la más publicitada de las retiradas. Se llegó a un acuerdo por el que se indemnizó con 60 millones de dólares a los franquiciados de Taco Bell por la pérdida de ventas debida al daño causado a la marca Taco Bell.

## Maíz StarLink
StarLink es una marca de maíz modificado genéticamente que contiene dos modificaciones: un gen de resistencia al glufosinato y una variante de la proteína Bacillus thuringiensis (Bt) llamada Cry9C. Cry9C no se había utilizado en un cultivo transgénico antes de StarLink, lo que provocó un mayor escrutinio normativo. El creador de StarLink, Plant Genetic Systems, que se convirtió en Aventis CropScience durante el tiempo del incidente, : 15–16 había solicitado a la Agencia de Protección Ambiental de los Estados Unidos (EPA, por sus siglas en inglés) comercializar StarLink para su uso tanto en alimentos para animales como para humanos. : 14 The Garst Seed Company (parte del grupo Advanta) obtuvo la licencia de Aventis para producir y vender semillas StarLink en los EE. UU. : 8 
Sin embargo, como la proteína Cry9C permanece en el sistema digestivo de los animales antes de descomponerse, la EPA tenía dudas sobre su alergenicidad, y PGS no proporcionó datos suficientes para demostrar que Cry9C no era alergénico::3 Como resultado, PGS dividió su solicitud en permisos separados para su uso en alimentos destinados al consumo humano y para su uso sólo en alimentación animal. StarLink fue aprobado por la EPA para su uso en alimentación animal en mayo de 1998. Tras las retiradas, PGS intentó primero que se aprobara la solicitud para consumo humano, y luego retiró el producto totalmente del mercado. : 15 

## Retirada de productos

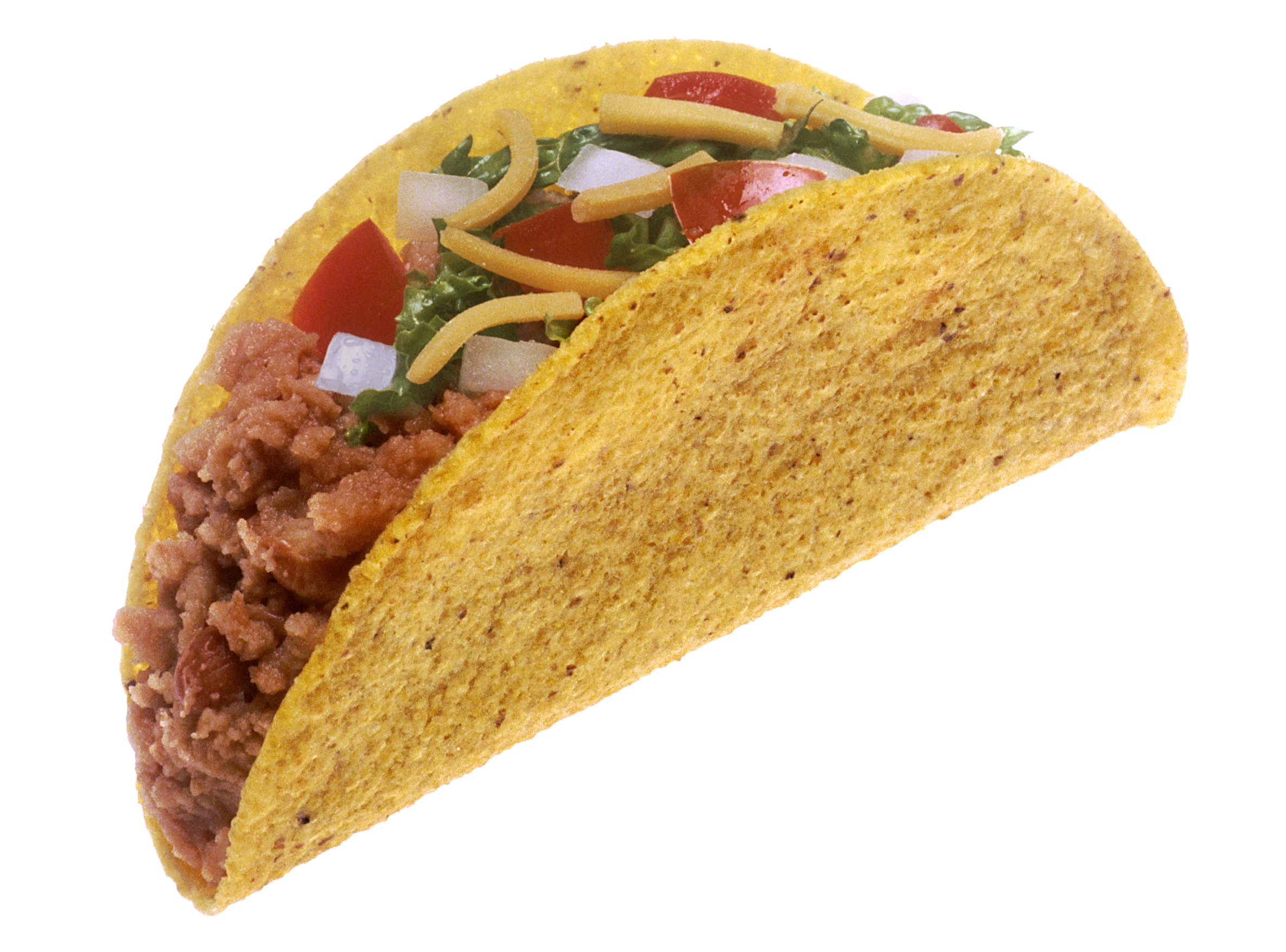
Un taco con una cobertura dura

En 2000, siete organizaciones (Center for Food Safety, Friends of the Earth, Institute for Agriculture and Trade Policy, National Environmental Trust, Organic Consumers Association, Pesticide Action Network North America y The State PIRGs) lanzaron la campaña Genetically Engineered Food Alert para presionar a la FDA, al Congreso y a las empresas para que prohibieran o dejaran de utilizar OMG. Una de sus actividades consistía en analizar los alimentos para detectar la presencia de OMG a través de un laboratorio llamado Genetic ID, cuyo vicepresidente era Jeffrey M. Smith.
El 18 de septiembre de 2000, Genetically Engineered Food Alert publicó un comunicado en el que se informaba de que Genetic ID había realizado pruebas en tacos de la marca "Taco Bell Home Originals", fabricados por Kraft Foods que habían sido comprados en una tienda de comestibles cerca de Washington D. C., y había detectado maíz StarLink; La historia fue publicada por The Washington Post. : 15  Kraft distribuyó tacos de la marca Taco Bell en virtud de un acuerdo de licencia de 1996 con Taco Bell. : 54 
Kraft había comprado las coberturas a una planta de Sabritas en Mexicali que utilizaba harina suministrada por una planta del molino Azteca en Plainview, Texas. El molino de Texas utilizaba harina de seis estados suministrada por elevadores que no segregaban su maíz genéticamente modificado del cultivado convencionalmente en ese momento. Kraft también suspendió la producción de los productos retirados."Todos nosotros -gobierno, industria y comunidad científica- tenemos que trabajar para evitar que este tipo de situaciones se repitan", declaró Betsy Holden, directora general de Kraft, en septiembre de 2000. También declaró que la seguridad alimentaria y el cumplimiento de la legislación eran la principal prioridad de Kraft.
Más tarde, el 12 de octubre de 2000, Safeway anunció que retiraría sus tacos de la marca de la tienda por recomendación de un grupo de consumidores. Esto se hizo como medida de precaución, y no se confirmó la presencia de StarLink en ninguno de los productos. El 13 y 14 de octubre, Mission Foods retiró voluntariamente unos 300 productos. El 22 de octubre de 2000, se informó de que Kellogg's había cerrado una planta como medida de precaución porque no podían garantizar que no se hubiera suministrado harina de maíz StarLink a la planta.
El 26 de octubre de 2000, se informó de la presencia de maíz StarLink en Japón y Corea del Sur. : 20–21 El mercado y la red de distribución de maíz en los EE. UU. se vieron sumidos en el caos durante 2001, ya que no existían medios para separar el grano; la confusión acabó por remitir gracias al programa de pruebas y recompra de Aventis que se expone a continuación

## Retirada del mercado/recompra de Aventis
En enero de 2001, en virtud de un acuerdo escrito con 17 estados de EE. UU., Aventis inició un programa denominado StarLink Enhanced Stewardship (SES), según el cual el maíz StarLink, el maíz tampón y cualquier maíz almacenado en elevadores de grano que se hubiera mezclado con StarLink, serían comprados por Aventis y destinados a la alimentación animal y a usos industriales no alimentarios (por ejemplo, producción de etanol); el programa incluía kits gratuitos para analizar la presencia de StarLink y cubría los costes de limpieza de equipos, transporte e instalaciones de almacenamiento, así como el aumento de los costes de transporte. : 193–95 Aventis estimó que el coste oscilaría entre 100 y 1.000 millones de dólares.
Se calculó que, debido a la mezcla de granos, el maíz StarLink podría haber existido en más del 50% del suministro de maíz estadounidense. y que, en general, el incidente de StarLink deprimió el precio del maíz de EE. UU. en un 7 % durante aproximadamente un año. : 533 

## Consecuencias
Tras las retiradas, 51 personas notificaron efectos adversos a la FDA; estos informes fueron revisados por los Centros para el Control de Enfermedades (CDC) de EE. UU., que determinaron que ninguno fue causado por la por StarLink.
Seventeen allowed blood samples to be tested. The CDC released a report on June 13, 2001, concluding that although the claimants did appear to have had severe allergic reactions, blood tests demonstrated that StarLink® was not the cause. 
Los CDC estudiaron la sangre de estas 28 personas y concluyeron que no había pruebas de que las reacciones experimentadas por estas personas estuvieran relacionadas con la hipersensibilidad a la proteína Bt de StarLink.
La EPA fue criticada por Joseph Mendelson III, del Centro para la Seguridad Alimentaria, quien dijo: "Está claro que no hicieron nada hasta que se sintieron avergonzados". La EPA y Aventis también fueron criticadas por declaraciones en el momento de la retirada que indicaban que no tenían ni idea de que algo así fuera a ocurrir."Si ha habido una violación de nuestro proceso de autorización, entonces tendríamos una gran preocupación", se atribuyó a Stephen Johnson, de la EPA. Margaret Gadsby, de Aventis, fue citada con su declaración anterior: "Nos cuesta imaginar cómo nuestro maíz podría acabar en el suministro de alimentos humanos."
El registro de las variedades StarLink fue retirado voluntariamente por Aventis en octubre de 2000 : 7 En febrero de 2001, se anunció que el presidente, consejero general y vicepresidente de desarrollo de mercado de Aventis CropScience (EE. UU.), había sido despedido en respuesta a la retirada.
En junio de 2001, Tricon Global Restaurants, propietarios del 20% de Taco Bell en aquel momento, anunciaron un acuerdo de 60 millones de dólares con algunos de los proveedores de los tacos de supermercado; según los términos del acuerdo, no podían revelar la identidad de los proveedores. Tricon declaró que el acuerdo se destinaría a los franquiciados de Taco Bell y que Tricon no recibiría nada de él. Tricon también anunció que, junto con los proveedores y franquiciados, iniciaría un litigio contra las partes responsables de la entrada de StarLink en la cadena alimentaria.
En septiembre de 2001, un grupo de unos 5.000 franquiciados de Taco Bell y un puñado de proveedores de tacos interpusieron una demanda colectiva contra Aventis, Garst Seed Co., Gruma Corp. ("el mayor productor y distribuidor de harina de maíz y tortillas de Estados Unidos") y Azteca Milling por daños y perjuicios. Esta demanda fue desestimada voluntariamente en diciembre de 2001. : 65 
En 2002, Aventis, Garst, Kraft Foods, Azteca Foods, Azteca Milling y Mission Foods llegaron a un acuerdo por 9 millones de dólares en una demanda presentada por dos personas y la abuela de una tercera que afirmaban haber sufrido reacciones alérgicas al StarLink.
En 2002, organizaciones no gubernamentales denunciaron que la ayuda enviada por la ONU y Estados Unidos a los países centroamericanos también contenía maíz StarLink. Los países afectados, Nicaragua, Honduras, El Salvador y Guatemala, se negaron a aceptar la ayuda. : 96 
En 2003, los agricultores que no habían plantado StarLink y que habían sufrido pérdidas económicas debido a la caída de los precios del maíz tras la retirada de StarLink del mercado, llegaron a un acuerdo en una demanda colectiva contra Aventis y Advanta por 100 millones de dólares.
GeneWatch UK y Greenpeace International establecieron el Registro de Contaminación de GM en 2005 citando estas retiradas como uno de los "puntos destacados" del registro.
El Servicio Federal de Inspección de Granos vigiló el suministro de maíz estadounidense para detectar la presencia de proteínas Bt StarLink desde 2001 hasta 2010.

## Incidentes posteriores
En agosto de 2013, se informó de que se había vuelto a encontrar maíz StarLink  en algunos alimentos en Arabia Saudí.